# Anguillonema poligraphi
Anguillonema poligraphi är en rundmaskart. Anguillonema poligraphi ingår i släktet Anguillonema och familjen Neotylenchidae. Inga underarter finns listade i Catalogue of Life.